# Football Club Baník Ostrava 1991-1992
Questa voce raccoglie le informazioni riguardanti il Football Club Baník Ostrava nelle competizioni ufficiali della stagione 1991-1992.

## Rosa
| N. |                           | Ruolo | Calciatore     |
| -- | ------------------------- | ----- | -------------- |
|    | Cecoslovacchia (bandiera) | P     | Tomás Bernády  |
|    | Cecoslovacchia (bandiera) | P     | Ivo Schmucker  |
|    | Cecoslovacchia (bandiera) | D     | Petr Drozd     |
|    | Cecoslovacchia (bandiera) | D     | Pavel Kubánek  |
|    | Cecoslovacchia (bandiera) | D     | Jan Palínek    |
|    | Cecoslovacchia (bandiera) | D     | Tomáš Řepka    |
|    | Cecoslovacchia (bandiera) | D     | Roman Sialini  |
|    | Cecoslovacchia (bandiera) | D     | Petr Skarabela |
|    | Cecoslovacchia (bandiera) | D     | Petr Veselý    |
|    | Cecoslovacchia (bandiera) | D     | Dušan Vrťo     |
|    | Cecoslovacchia (bandiera) | C     | Jiří Casko     |
|    | Cecoslovacchia (bandiera) | C     | Martin Cisek   |
|    | Cecoslovacchia (bandiera) | C     | Milan Duhan    |

| N. |                           | Ruolo | Calciatore      |
| -- | ------------------------- | ----- | --------------- |
|    | Cecoslovacchia (bandiera) | C     | Tomáš Galásek   |
|    | Cecoslovacchia (bandiera) | C     | Ivo Müller      |
|    | Cecoslovacchia (bandiera) | C     | Karel Orel      |
|    | Cecoslovacchia (bandiera) | C     | Roman Pavelka   |
|    | Cecoslovacchia (bandiera) | C     | Petr Remes      |
|    | Cecoslovacchia (bandiera) | C     | Radek Slončík   |
|    | Cecoslovacchia (bandiera) | C     | Jiří Záleský    |
|    | Cecoslovacchia (bandiera) | A     | Radomir Chýlek  |
|    | Cecoslovacchia (bandiera) | A     | Jindřich Donhal |
|    | Cecoslovacchia (bandiera) | A     | Radim Nečas     |
|    | Cecoslovacchia (bandiera) | A     | Zbyněk Ollender |
|    | Cecoslovacchia (bandiera) | A     | Libor Zelnícek  |